# Wasilewicze (stacja kolejowa)
Wasilewicze (biał. Васілевічы, ros. Василевичи) – węzłowa stacja kolejowa w miejscowości Wasilewicze, w rejonie rzeczyckim, w obwodzie homelskim, na Białorusi. Leży na linii Homel - Łuniniec - Żabinka. Rozpoczyna się tu linia do Chojników.
Stacja powstała w XIX w. na linii dróg żelaznych poleskich Brześć - Briańsk, pomiędzy stacjami Kalinkowicze (Mozyrz) a Rzeczyca.